# 佐渡弥彦米山国定公園
佐渡弥彦米山国定公園（さどやひこよねやまこくていこうえん）は、新潟県にある国定公園。
佐渡の海岸線を中心とする佐渡地域、信仰の山として知られる弥彦山を中心とする弥彦地域、そして米山及び裾野に発達した福浦八景を中心とした米山地域の3ヶ所からなる。

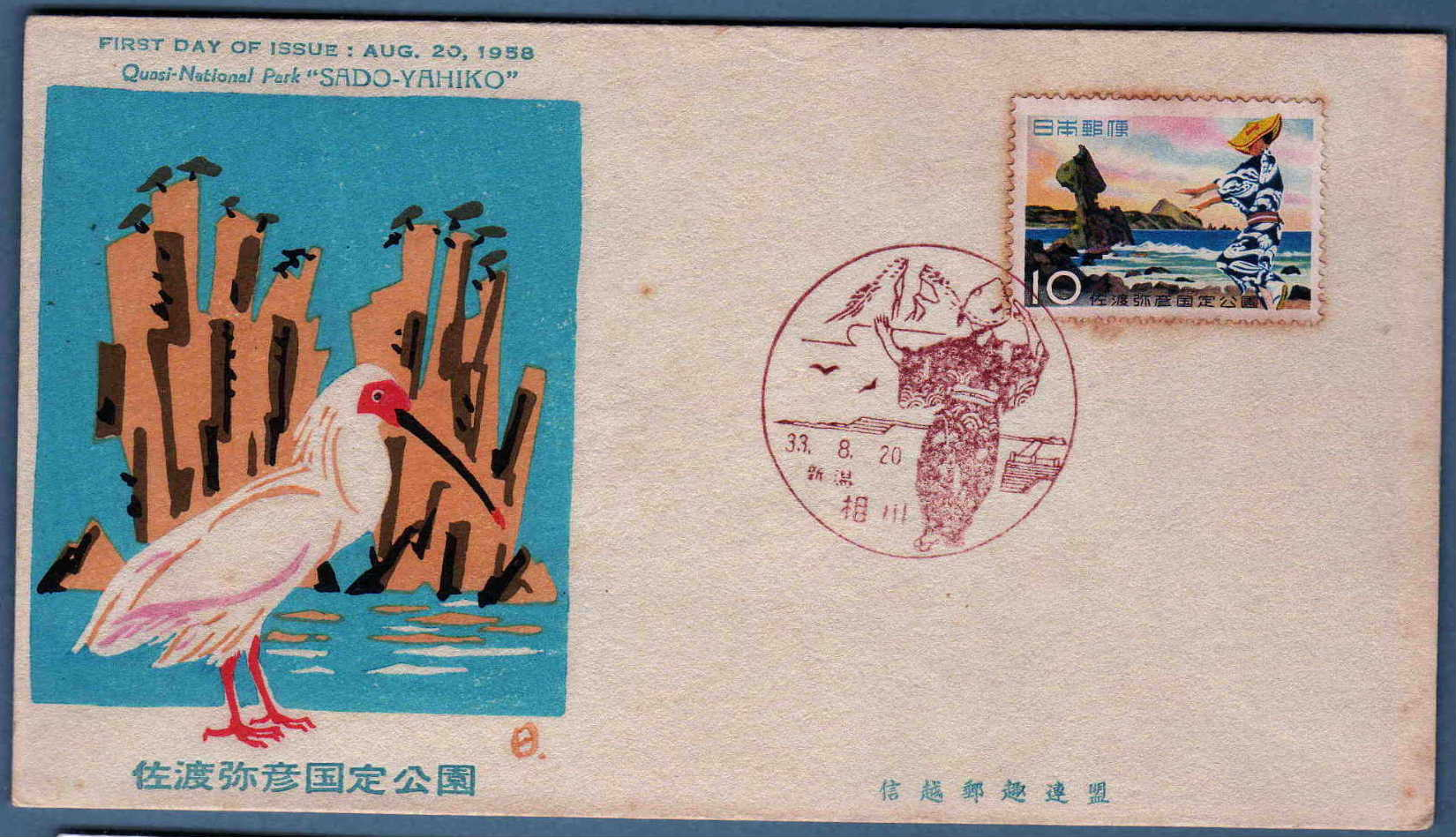
佐渡弥彦国定公園の切手のうち佐渡外海海岸と佐渡おけさを描く切手の初日カバー（1958年）

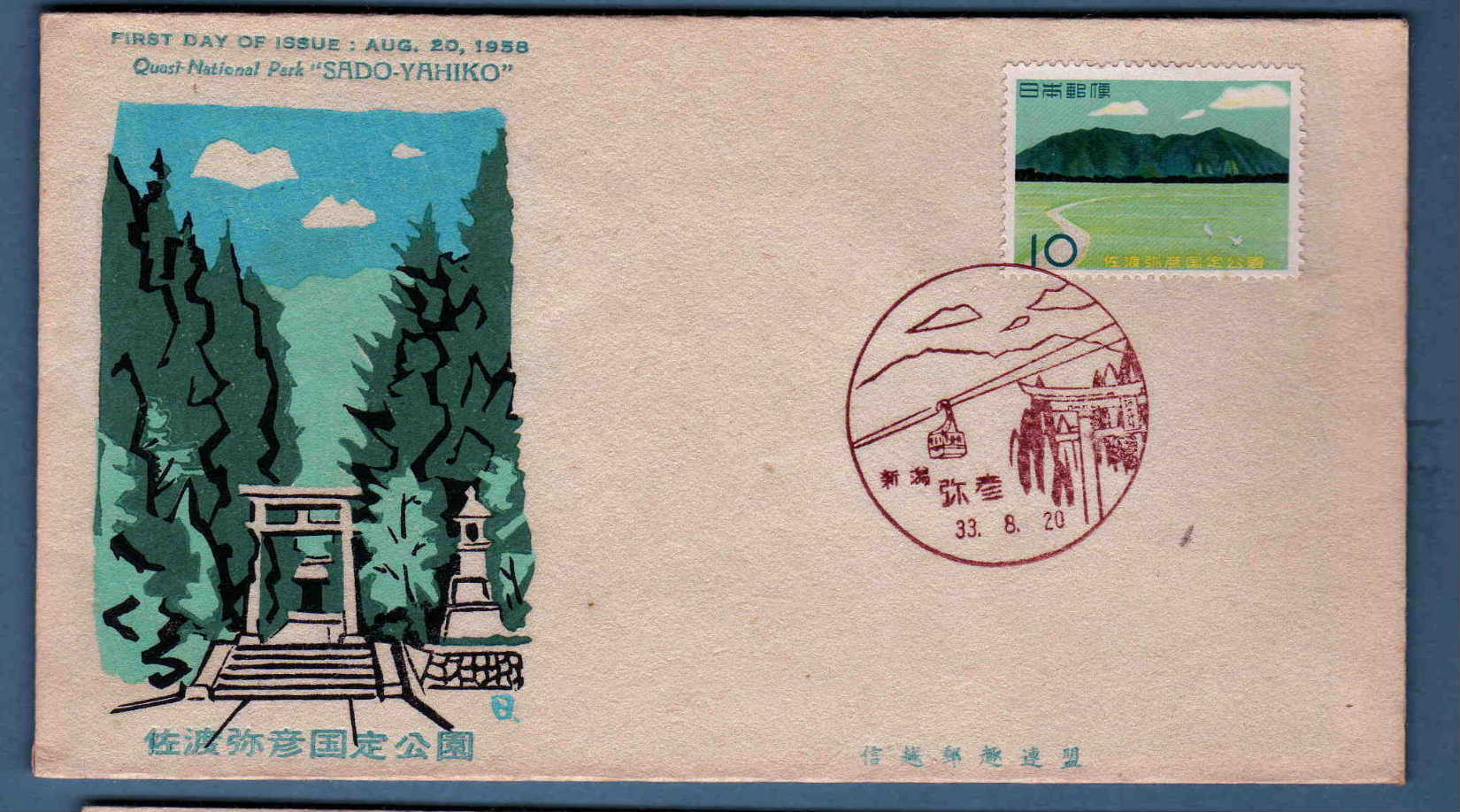
佐渡弥彦国定公園の切手のうち弥彦山を描く切手の初日カバー（1958年）

1950年7月27日に佐渡弥彦国定公園として、琵琶湖国定公園、耶馬日田英彦山国定公園とともに、国内で最初に制定された国定公園である。その後1981年に米山地域を加えて、名称を現在の佐渡弥彦米山国定公園と改称した。なお、県内の他の海岸線では、天険親不知子不知や笹川流れが県立自然公園として知られる。

## 概要
この公園のハイライトは、佐渡の北西部にある尖閣湾を筆頭とする外海府海岸と、南西部にある小木海岸である。
いずれも国の名勝に指定されている景勝地である。外海府海岸は、断崖絶壁、そして奇岩が50kmにわたり続く変化に富んだ海岸線で、日本海の荒波による海蝕が作った風光明媚な海岸線が見られる。また、金北山を最高峰とする大佐渡山脈はシャクナゲが自生する。
弥彦山は古くから越後の人に親しまれてきた山で、山上には弥彦神社が鎮座し、西に連なる国上山には国上寺が建立されている。
米山は第三紀の火山岩からなる独立峰で、同じように信仰の山として知られてきた。また、その裾野に発達する福浦海岸は古来より福浦八景といわれてきた景勝地で、奇岩、奇勝が連続する。